# Dixon Machado
Dixon Javier Machado Moreno (né le 22 février 1992 à San Cristóbal, Táchira, Venezuela) est un joueur d'arrêt-court des Tigers de Détroit de la Ligue majeure de baseball.

## Carrière
Dixon Machado signe son premier contrat professionnel en 2008 avec les Tigers de Détroit et débute en 2009 dans les ligues mineures.
Il est pour la première fois rappelé des mineures lorsque le joueur d'arrêt-court des Tigers, José Iglesias, se blesse. Il joue son premier match dans le baseball majeur le 25 mai 2015 face aux Athletics d'Oakland. Il réussit son premier coup sûr dans les majeures contre Sean Doolittle des Athletics le 27 mai.